# غرايسون موراي
غرايسون موراي (بالإنجليزية: Grayson Murray)‏ هو لاعب غولف أمريكي، ولد في 1 أكتوبر 1993 في رالي في الولايات المتحدة.

## وصلات خارجية
- غرايسون موراي على موقع رابطة لاعبي الغولف المحترفين (الإنجليزية)
- غرايسون موراي على موقع التصنيف العالمي الرسمي للغولف (الإنجليزية)